# Landgericht Machland

1667. Das Schwarzviertel. Gleichbedeutend Machlandviertel

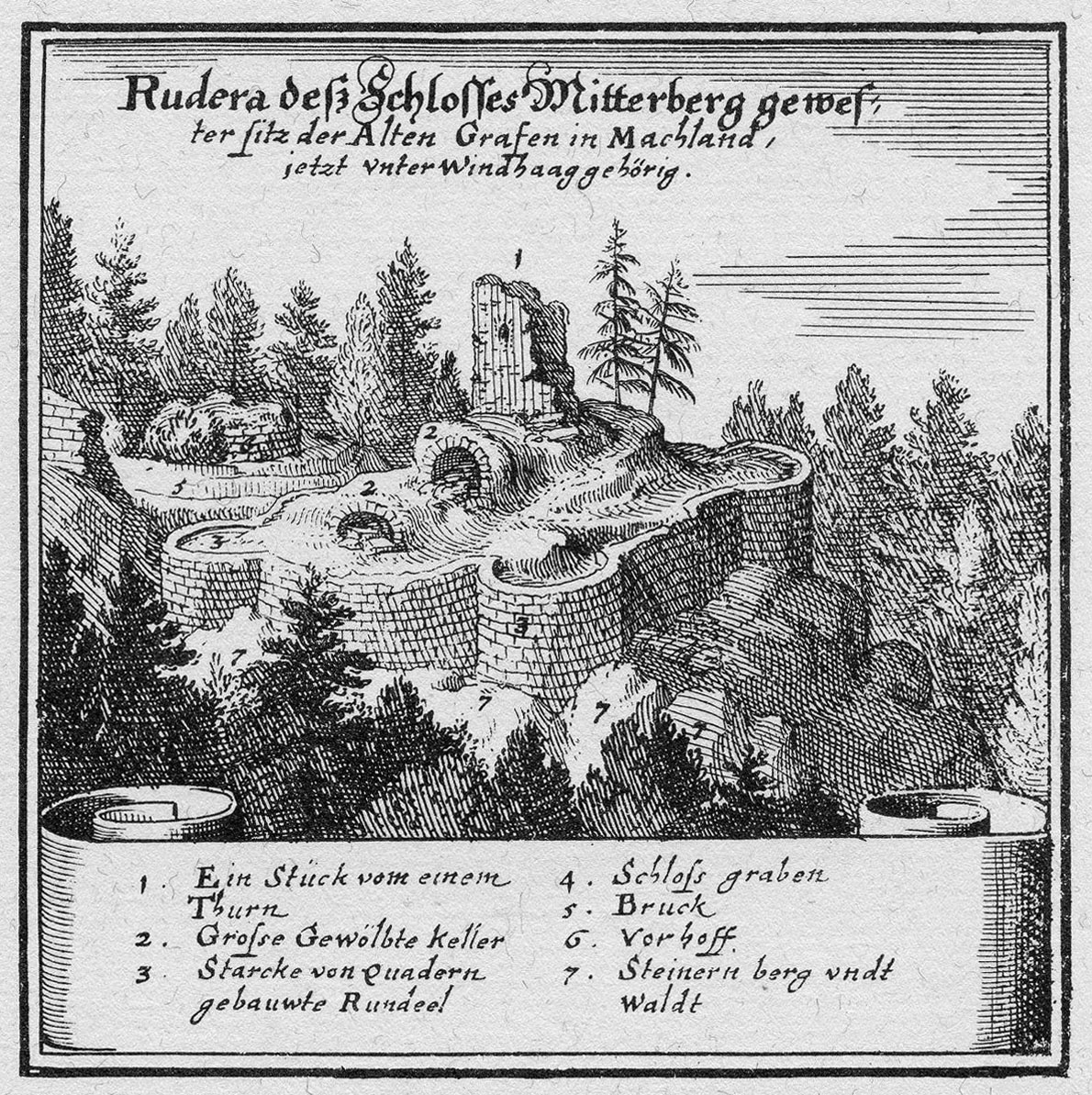
1654. Burgruine Mitterberg. Hauptgebäude

Das Landgericht Machland bestand seit etwa 1227 im Machlandviertel, dem heutigen Unteren Mühlviertel in Oberösterreich. Gerichtssitze und damit Verwaltungsschwerpunkte waren Burg Arbing, Burg Klam und dann Jahrhunderte lang Burg Mitterberg. 1533 wandelte sich das Landgericht Machland zum Landgericht Greinburg.

## Geographie
Das Landgericht Machland grenzte im Süden an die Donau, im Osten an das Land unter der Enns (Niederösterreich) und im Westen bzw. Nordwesten an die Riedmark. Die genaue Grenze zwischen dem Landgericht Machland und dem Landgericht Riedmark ist nicht mehr eindeutig feststellbar, sie wurde aber wahrscheinlich von der Aist, Waldaist und Weißen Aist gebildet. Hinrichtungsstätte (Galgenplatz) des Landgerichts Machland war Ruprechtshofen, das damals an der Donau lag.

## Geschichte
Im ersten Drittel des 13. Jahrhunderts entstanden im Unteren Mühlviertel zwei große landesfürstliche Gerichte:
1. das Landgericht Machland. 1533 gänzlich abgelöst durch das Landgericht Greinburg
2. das Landgericht Riedmark. 1350 gänzlich abgelöst durch das Landgericht Freistadt

Da auch Kloster Baumgartenberg und Kloster Waldhausen (beide sind Klostergründungen der Herren von Perg und Machland) zum Landgericht Machland gehörten, ist das Landgericht Machland urkundlich gut erschlossen. Nicht zufällig bezieht sich die erste urkundliche Erwähnung des Landgerichts Machland aus dem Jahr 1240 auf das Kloster Waldhausen.
Mit den beiden Klöstern entstand im Machland ein kirchlicher Schwerpunkt, der sich mit dem Territorium des frühen Landgerichts Machland deckt. So pflegte man auch Gerichtsversammlungen gerne an den Dienst-Tagen des Klosters Baumgartenberg abzuhalten. Diese Dienst-Tage waren 24. April (Georg), 1. September (Ägidius), 29. September (Michael) und 11. November (Martin).
Zuständigkeitsbereich dieser Landgerichte waren Rechts- und Strafsachen der nicht-rittermäßigen territorialen Bevölkerung. Diese herzoglichen Landgerichte konnten auch Todesurteile fällen, die auf den eigens dazu errichteten Hinrichtungsstätten, sogenannten Galgenplätzen, vollstreckt wurden. Siehe auch → Landgericht (Österreich)
1277 belehnte Herzog Albrecht I. von Österreich Ulrich II. von Kapellen (1250–1301) mit der Herrschaft Mitterberg. 1278 wurde Burg Mitterberg nach Arbing und Klam der Sitz des Landgerichts Machland. 1279 wurde Ulrich II. von Kapellen auch Hauptmann von Oberösterreich (Land ob der Enns) und 1281 wurde er Landrichter des Landgerichts Machland. Dadurch kam damals auch der alternative Name Kapeller Landgericht für das Landgericht Machland in Umlauf.
Unter Janns I. (Hans) von Kapellen (1297–1354) als obrister Landrichter in dem Machland bekam das Landgericht politische Schlagseite: Das Gericht empfand das Territorium Machland rechtlich gesehen nicht mehr Oberösterreich (Land ob der Enns) unterstellt, sondern eher als Teil von Österreich mit seinem übergeordneten Landesrecht.
Nach den Adelsfamilien der Kapeller, der Liechtensteiner und der Prager hatte ab 1493 die Adelsfamilie der Prüschenk (sie firmierten ab 1495 als Grafen von Hardegg und im Machlande) das Landgericht inne.
1491 war es erstmals zu Auflösungstendenzen des Landgerichts Machland gekommen. Auf Wunsch von Ladislaus Prager wurde 1491 das Landgericht Windhaag aus dem Gebiet des Landgerichts Machland herausgelöst. Die Gerichtsbarkeit über den Markt Perg und die Pfarre Pergkirchen blieb dabei zunächst noch beim Landgericht Machland. 1533 verlegten die Prüschenk den Sitz des Landgerichts Machland aber von Burg Mitterberg auf ihre neu erbaute Greinburg in Grein an der Donau. Damit trat das Landgericht Greinburg die Nachfolge des Landgerichts Machland an.
1591 ging die Gerichtsbarkeit über den Markt Perg, die Pfarren Tragwein und Schwertberg an die Herrschaft und das Landgericht Schwertberg.
Insgesamt gingen folgende kleineren Landgerichte aus dem Landgericht Machland bzw. Landgericht Greinburg hervor:
- 1491 Landgericht Windhaag
- 1493 Landgericht Ruttenstein
- 1493 Landgericht Königswiesen
- 1493 Landgericht Weißenbach
- 1590 Landgericht Prandegg
- 1591 Landgericht Schwertberg
- 1592 Landgericht Waldhausen,
- 1603 Landgericht Arbing (es war winzig klein),
- 1641 Landgericht Kreuzen und
- 1658 Landgericht Baumgartenberg.

Auch dem Landgericht Freistadt ging es ähnlich. Viele kleinere Landgerichte traten die Nachfolge an.
Alle diese Landgerichte wurden von Kaiser Joseph II. oder mit der Bestellung der Bezirksgerichte im Jahr 1850 abgeschafft. Auf dem Gebiet des Landgerichts Machland traten etwa die Bezirksgerichte Perg und Grein die Nachfolge an.

## Frühe Landrichter
Überlieferte Landrichter im Machland sind:
- 1227 Wenzel von Arbing
- 1240 Dietmar von Stein
- 1241 Heinricus de Friethalmdor
- 1279–1296 Hartneit von Smida[4]
- 1281 Ulrich II. von Kapellen, oberster Landrichter als Pfandinhaber
- 1296[4]/1304–1313[5] Marchart/Marquart von Osterberg[4]
- 1314–1334 Janns I. (Hans) von Kapellen, oberster Landrichter als Pfandinhaber
- 1322–1332[5] Weichart von Weißenbach
- 1332[5] Otto Marschall und Albrecht der Schreiber
- 1337–1343[5] Wetzel von Arbing[4]
- 1345–1350[5] Lorenz Öder,[4] siegelte teils zusammen mit Hans von Kapellen
- 1351–1356[5] Otto II Öder
- 1357 Heinrich Fleischess von Stein
- 1338–1359[5] Leutold der Steinreuter
- 1360 Konrad von Au
- 1365[5] Jans der Weigl/Wedln
- 1367[5] Heinrich der Schaffer, siegelte neben Eberhard I. von Kapellen
- 1371–1373[6] Albrecht der Öder
- 1380[6] Ulrich der Wetzel
- 1383[6] Heinrich der Schaler, siegelte gemeinsam mit Wenzel von Walsee
- 1394(–1406?)[6] Stefan Piber
- 1409 Thoman Tanpek, Pfleger zu Windegg
- 1412–1415 Ulrich von Rohrbach
- 1416 Ernst Prehafen, Verweser
- 1427 Lienhart Stetthaimer, Pfleger zu Reichenstein
- 1433 Heinrich Ternperger, Pfleger zu Klingenberg

## Weblink
- Tertius Quadrans das Machland-Viertl. Autor: Insprugger, Sebastianus, 1692-1735. In: mzk.cz. Mährische Landesbibliothek. Kartensammlung Moll, Oberösterreich II, abgerufen am 13. Januar 2024.